# Санто Перанда
Санто Перанда або Санте Перанда (італ. Sante Peranda 1566–1638) — венеційський художник зламу XVI–XVII ст.

## Біографія
Народився у Венеції. Ймовірно, мав іспанське походження, про що свідчить його прізвище. Дотично до цієї гіпотизи — образ «Св. Дієго, що лікує хворих», створений художником.
Навчався у венеційській майстерні фламандця Паоло Фьяммінго, а потім у Леонардо Корона. Своїм помічником його зробив Якопо Пальма молодший, разом з котрим вони створили серію міфологічних картин «Історія Психеї».
Рано брався до створення релігійних картин. Найрання картина Санто Перанди зі збережених саме релігійного характеру, датована 1585 роком («Святий Мартин і жебрак»). Він рано виборов авторитет як майстер релігійного живопису, мав чимало замов від релігійних громад. Звістка про нього прокотилась по малим містам та невеликим князівствам Північної Італії. Цілеспрямовано до нього прибув свого часу Сімоне Кантаріні, аби опанувати саме створення картин біблійної тематики. В міфологічних картинах, однак, Санто Перанда не піднявся вище провінційного послідовника Паоло Веронезе. 
Особливо популярною стала серія його картин на теми золотої, срібної та залізної доби людства. Через це серія картин була повторена ще двічі і одна була вивезена у Рим. Серед впливових покровителів митця був майбутній дож Венеції, вельможний Маріно Грімані, котрий вивіз художника у Рим, де той працюва два роки. Перебування у Римі познайомило Санто Перанду з творами римських та іноземних маньєристів. Послідовником помірного маньєризму у його венеційському варіанті став і сам Перанда. Серед кращих зразків цього напрямку ² твір на військову тематику «Баталія при Яффі» або «Морська перемога венеційців при Яффі» (Палац дожів, Венеція).

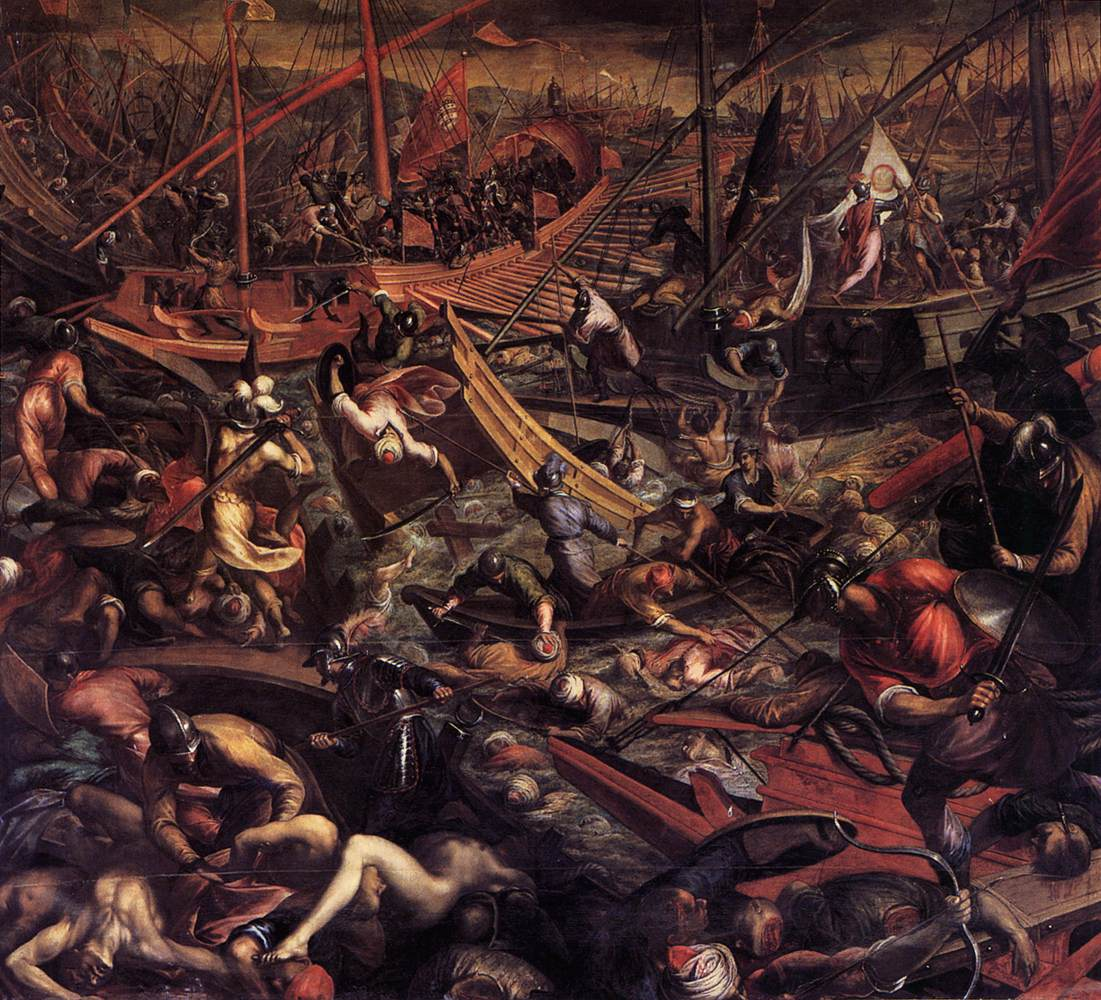
« Баталія при Яффі» або «Морська перемога венеційців при Яффі»

Його зробив придворним художником герцог невеликого князівства Алессандро I Піко делла Мірандола.
Був одружений, мав сина Мікеланжело, що теж став художником. 
Художник помер у Венеції і був похований у церкві Сан Ніколо да Толентіні.

## Галерея

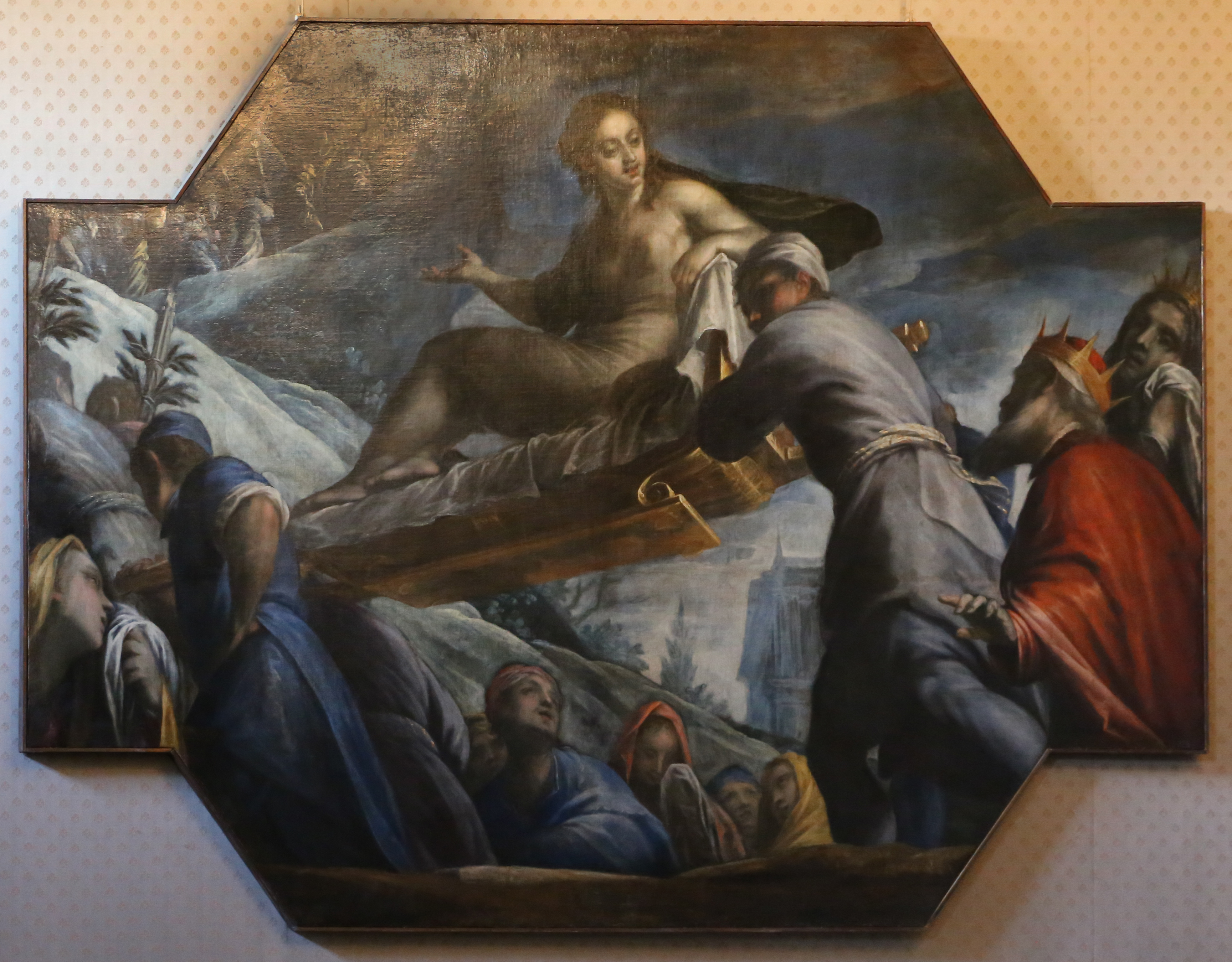
Пальма молодший та Санто Перанда. «Історія Психеї », Палаццо Дукале, Мантуя.
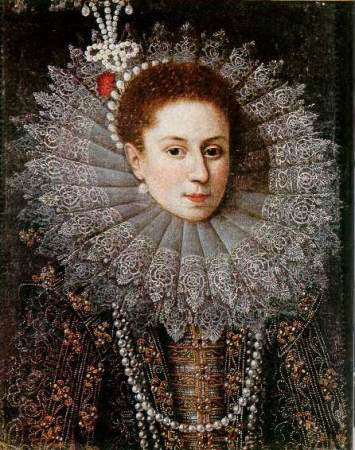
Санто Перанда. «Невідома пані », можливо, Вероніка Гамбара, бл. 1610
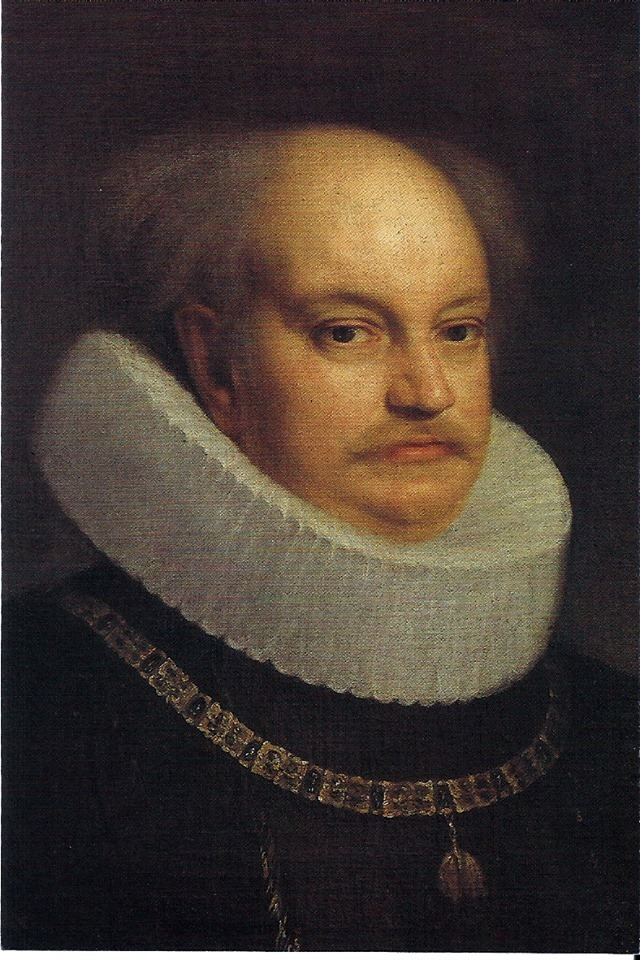
Санто Перанда. «Алессандро I Піко делла Мірандола», до 1637
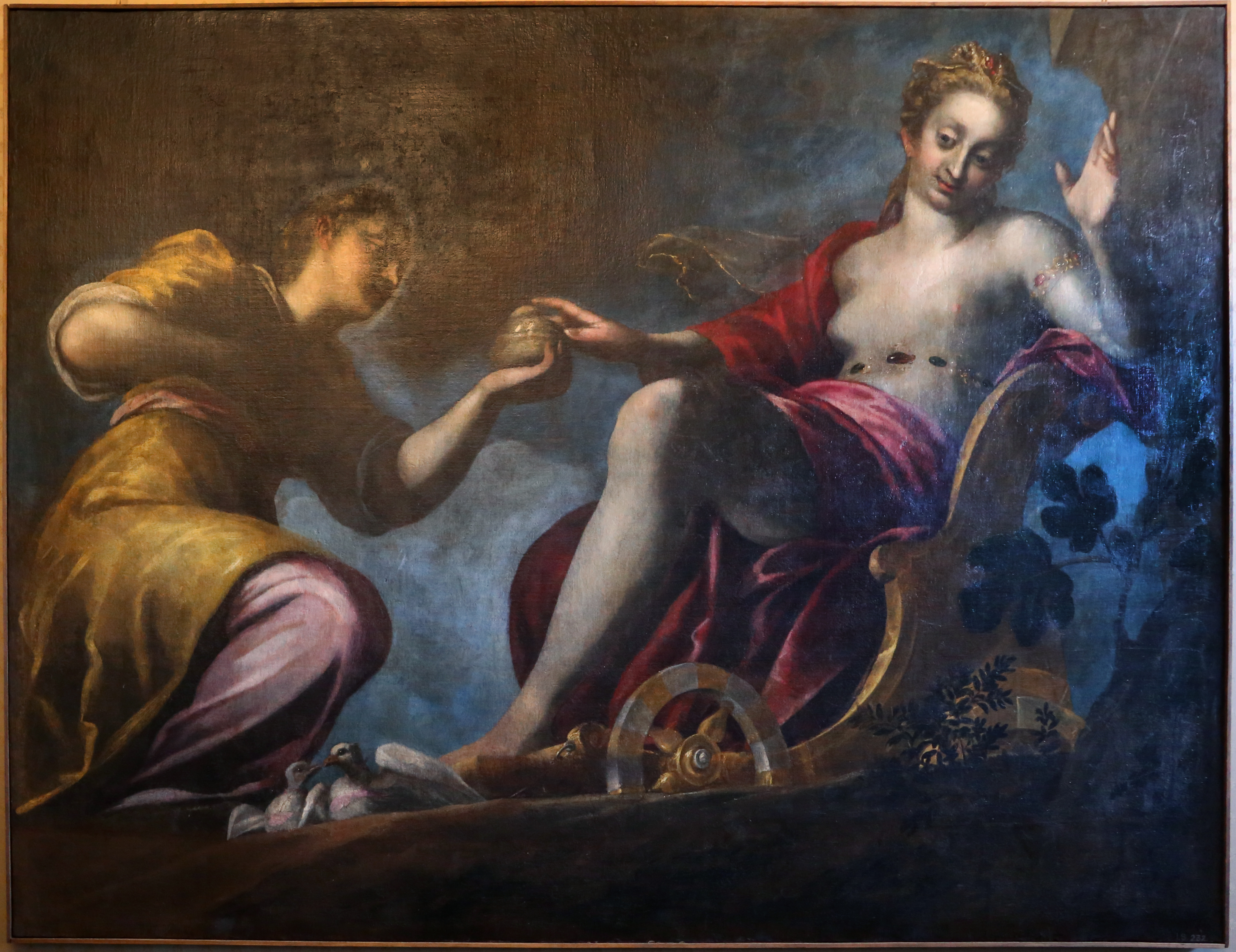
Санто Перанда. «Венера і Психея », Палаццо Дукале, Мантуя.

## Парадні портрети пензля Санто Перанди

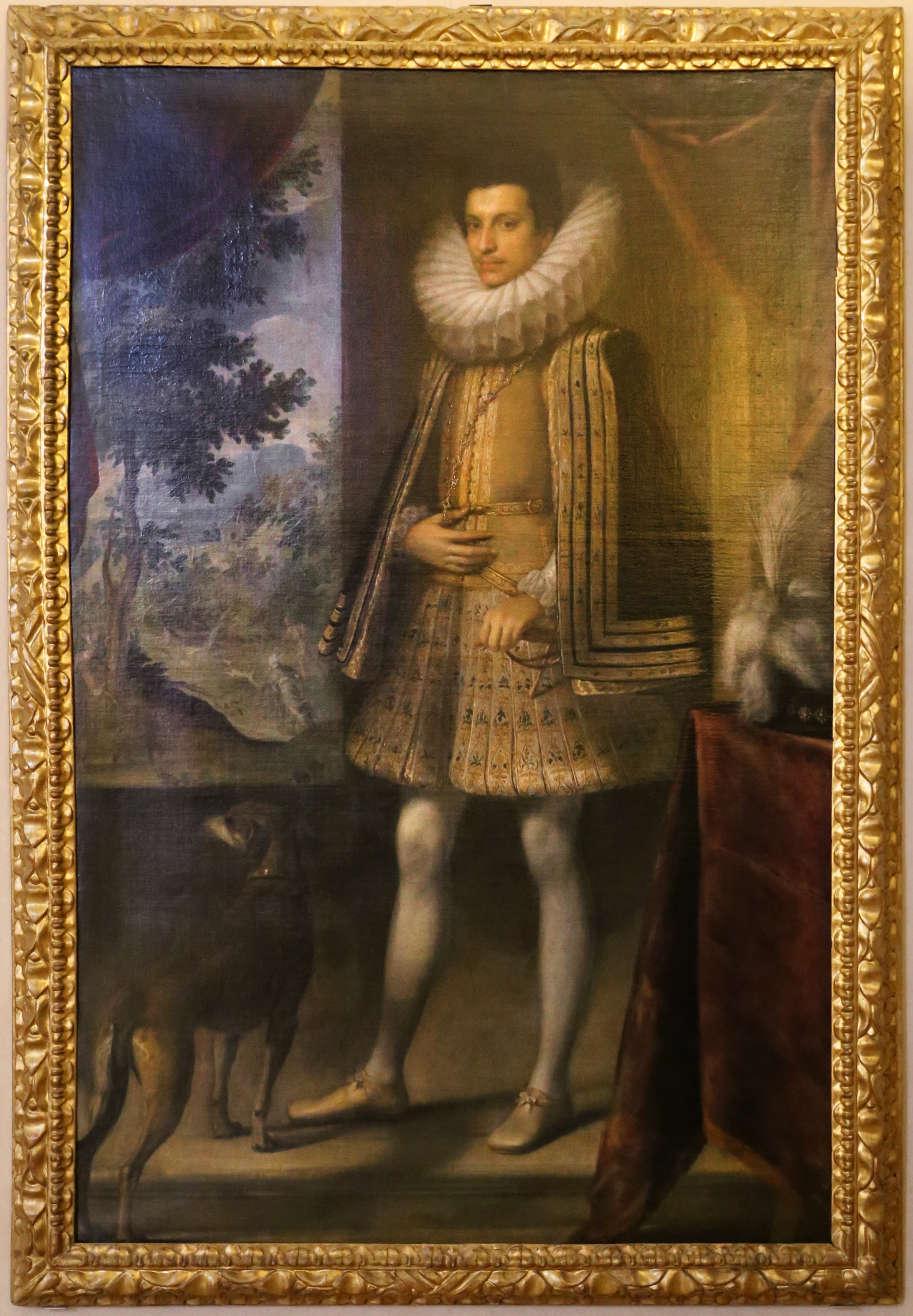
Санто Перанда. «Герцог Альфонсо д'Есте», Палаццо Дукале, Мантуя
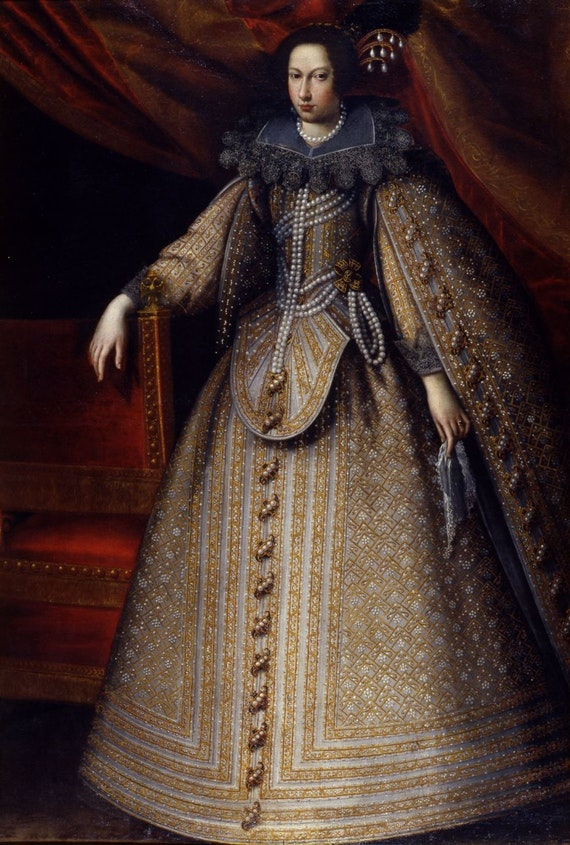
Санто Перанда. «Принцеса Елізабета Савойська»
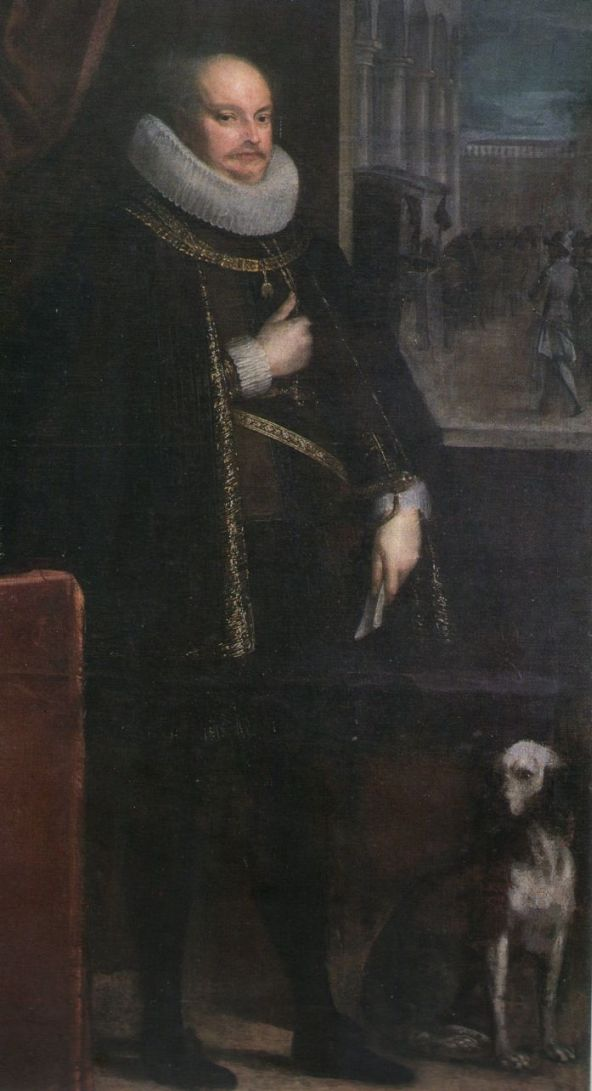
Санто Перанда. «Герцог Алессандро I Піко делла Мірандола»,
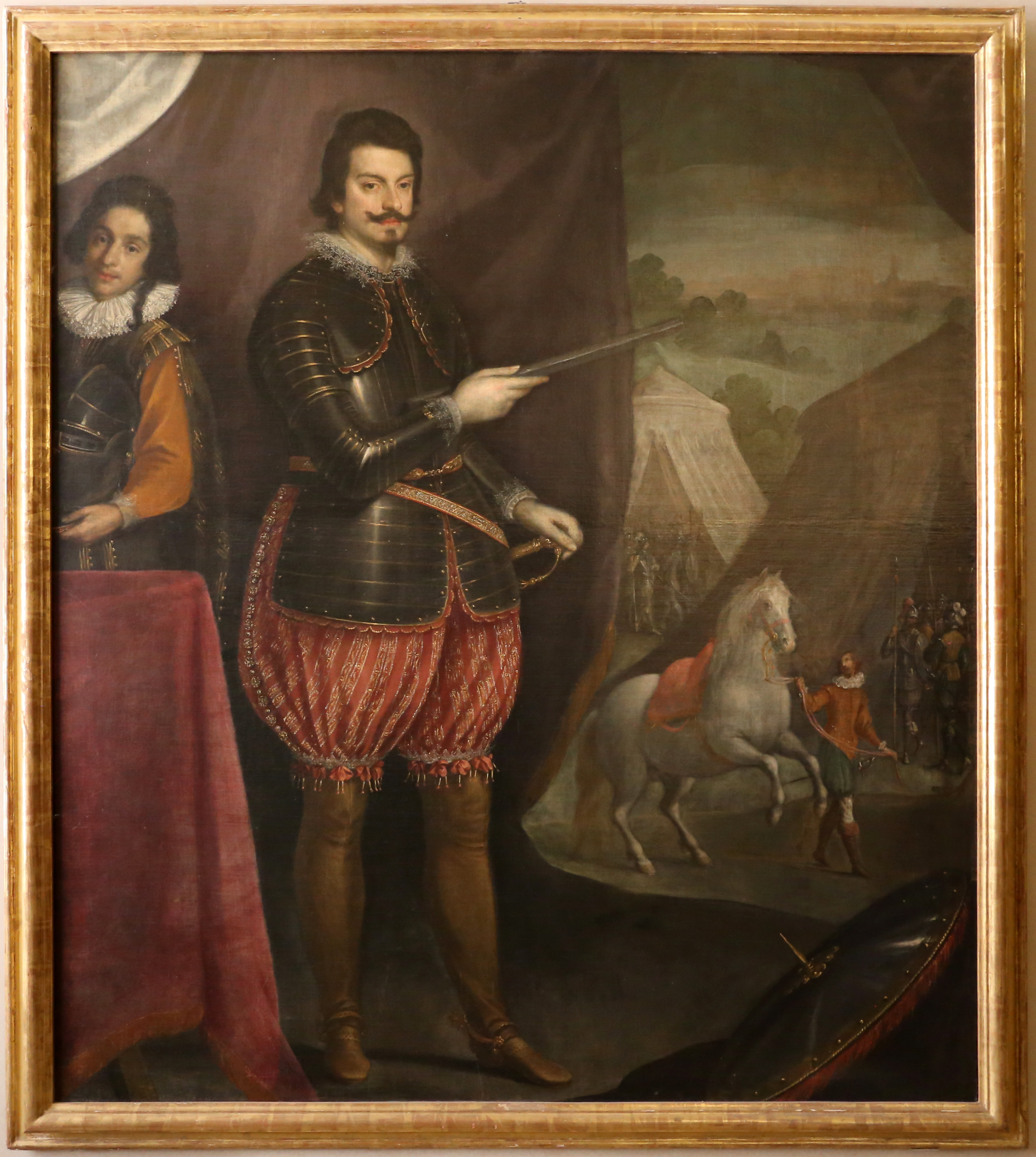
Санто Перанда. «Герцог Дуїджі д'Есте», Палаццо Дукале, Мантуя

## Обрані твори

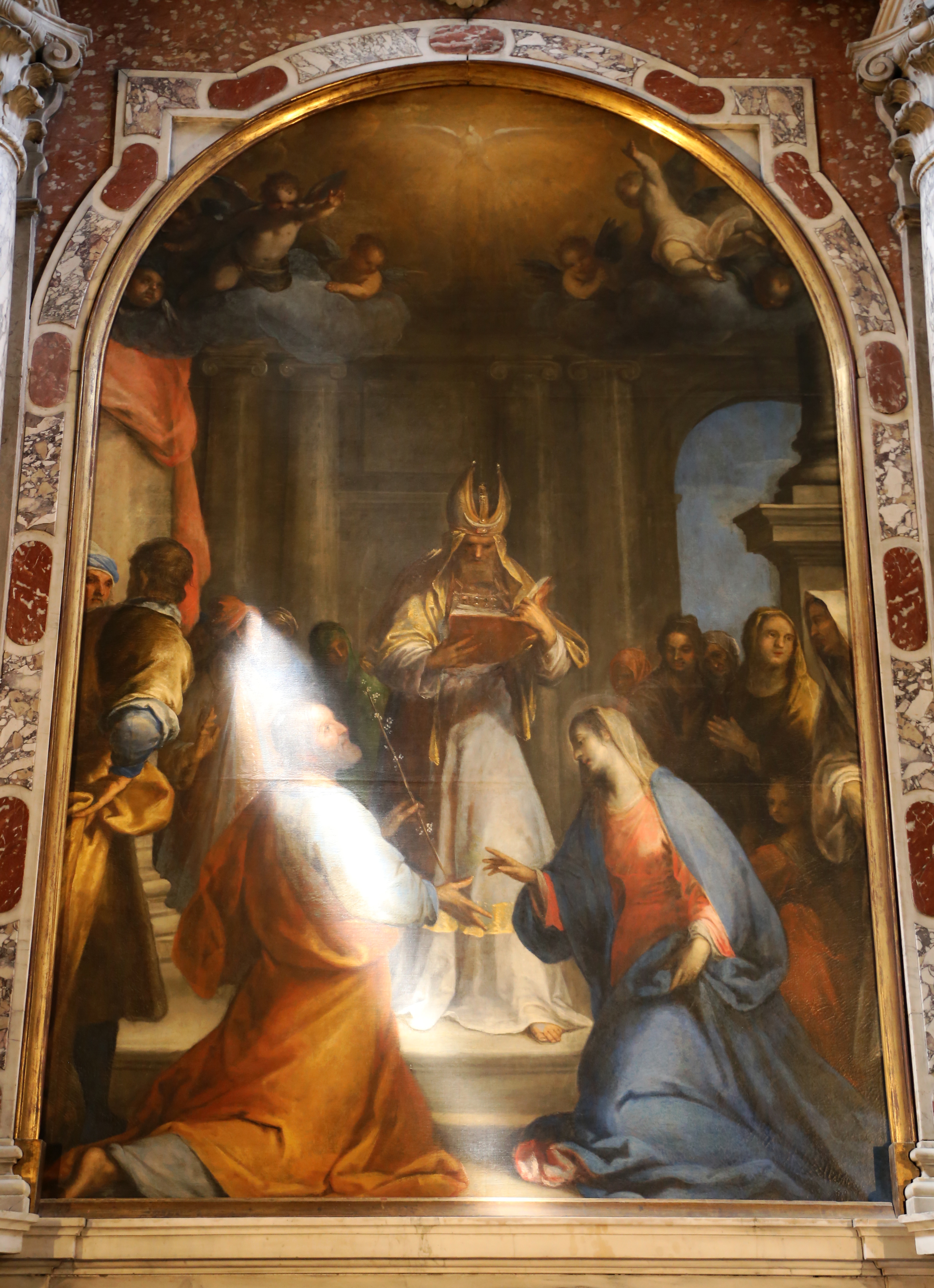
Санто Перанда. «Вінчання Марії зі св. Йосипом», Катедральний собор, Трієст

- « Святий Мартин і жебрак », церква Ріо-Сан-Мартино-ді-Скорце, Венеція
- « Мадонна з немовлям », місто Мірандола
- « Принцеса Ізабелла Савойська»
- « Герцог Федеріко  II Піко делла Мірандола»
- « Герцогиня Лаура д'Есте»
- вівтар « Мадонна з немовлям і двома святими»
- вівтар « Святий Михаїл Архангел, Святий Петро мученик та свята Катерина Александрійська », церква Сан Ніколо, Заніка
- « Герцог Луїджі д'Есте»
- « Золота доба людства»
- « Стигмати Франциска Ассізького », до 1627 р., церква Сан Франческо, місто Мірандола
- « Баталія при Яффі», Палац дожів, Венеція
- « Христа знімають з креста», церква Сан Проколо, Венеція
- « Мучеництво св. Христини »
- « Збирання манни небесної», церква Сан Бартоломе
- « Св. Рох лікує від чуми», церква Сан Джуліано
- « Побиття камінням Св. Стефана»
- « Смерть святого Роха», церква Сан Суліан, Венеція
- « Портрет невідомої пані » можливо, Вероніка Гамбара, бл. 1610
- « Портрет герцога Чезаре д’Есте  », Велике зібрання красних мистецтв. Казань.
- « Портрет герцога Альфонсо д’Есте  », Велике зібрання красних мистецтв. Казань.